# Български енергиен холдинг
„Български енергиен холдинг“ ЕАД (БЕХ) е държавен холдинг със седалище в София, България.
То е изцяло държавна собственост и концентрира основната част от държавните активи в енергетиката. Към 2022 година групата на БЕХ има общ обем на продажбите около 22 милиарда лева, чиста печалба от 3,1 милиарда лева и 20 хиляди служители.

## Дъщерни дружества
Дружествата в състава на Българския енергиен холдинг са:
- АЕЦ Козлодуй
- Булгаргаз
- Булгартрансгаз
- Електроенергиен системен оператор
- Мини Марица изток
- Национална електрическа компания (НЕК)
- ТЕЦ Марица Изток 2

Освен това към 2018 година БЕХ има 50% участие в „Ай Си Джи Би“, „Южен поток България“ и „Трансболкан Електрик Пауър Трейдинг“, както и миноритарни дялове в „КонтурГлобал Марица Изток 3“ (27%), „КонтурГлобал Оперейшънс България“ (27%), „ЗАД Енергия“ (48%), „ПОД Алианц България“ (34%) и „Хидроенергийна компания Горна Арда“ (24%).

## История
БЕХ води началото си от основаното на 30 декември 1973 г. държавно предприятие Нефт и газ, преименувано през 1975 г. на Газоснабдяване. То е монополист в добива, вноса, транспорта и дистрибуцията на природен газ в страната. През 1990 година е преименувано на Булгаргаз, а през 1993 година е преобразувано в еднолично акционерно дружество.
В началото на 2007 година Булгаргаз е преименуван на Булгаргаз Холдинг, като в съответствие с регулациите на Европейския съюз са обособени две отделни дружества, негова собственост – Булгартрансгаз (комбиниран оператор) и Булгаргаз (обществен доставчик). През септември 2008 година Булгаргаз Холдинг отново е преименуван и, вече със сегашното си име, става основата на нов холдинг, включващ всички държавни компании в енергетиката. Целесъобразността на създаването на холдинга е оспорвана в края на 2008 година и през лятото на 2009 година новият министър-председател Бойко Борисов заявява намерението си да го закрие, но така и не реализира намерението си.